# Couzon-sur-Coulange
Pour les articles homonymes, voir Couzon (homonymie).
Couzon-sur-Coulange est une ancienne commune française du département de la Haute-Marne en région Grand Est. Elle est rattachée à la commune de Vaux-sous-Aubigny en 1965.

## Géographie
Ce hameau est traversé par la Coulange et la route D301.

## Toponymie
Le nom de la localité est attesté sous les formes Coson (1254) ; Finagium de Cosone (1290) ; Couson (1464) ; Couzon (1728).

Nom probablement d'origine Celtique formé à partir du radical Cosa signifiant « rivière de région montagneuse ».

## Histoire
La seigneurie de Couzon appartenait à l'évêque de Langres et dépendait du comté de Montsaugeon.
En 1789, ce hameau dépend de la province de Champagne dans le bailliage de Langres.
Le 8 novembre 1965, la commune de Couzon-sur-Coulange est rattachée à celle de Vaux-sous-Aubigny sous le régime de la fusion simple. Le 1er janvier 2016, Vaux-sous-Aubigny devient une commune déléguée au sein du Montsaugeonnais.

## Démographie
| 1793 | 1800 | 1806 | 1821 | 1831 | 1836 | 1841 | 1846 | 1851 |
| ---- | ---- | ---- | ---- | ---- | ---- | ---- | ---- | ---- |
| 118  | 106  | 103  | 110  | 115  | 124  | 115  | 102  | 107  |

| 1856 | 1866 | 1872 | 1876 | 1881 | 1886 | 1891 | 1896 | 1901 |
| ---- | ---- | ---- | ---- | ---- | ---- | ---- | ---- | ---- |
| 97   | 83   | 101  | 95   | 86   | 110  | 102  | 94   | 86   |

| 1906 | 1911 | 1921 | 1926 | 1931 | 1936 | 1946 | 1954 | 1962 |
| ---- | ---- | ---- | ---- | ---- | ---- | ---- | ---- | ---- |
| 82   | 72   | 73   | 79   | 84   | 59   | 49   | 60   | 60   |

## Lieux et monuments
- Église paroissiale Sainte-Madeleine, bâtie en 1855 et restaurée en 2006